# كاتسوهيكو إيهارا
كاتسوهيكو إيهارا (باليابانية: 井原勝彦) هو مجدف ياباني، ولد في 13 يناير 1943.

## وصلات خارجية
- كاتسوهيكو إيهارا على موقع الاتحاد الدولي للتجديف (الإنجليزية)
- كاتسوهيكو إيهارا على موقع اللجنة الأولمبية الدولية (الإنجليزية)
- كاتسوهيكو إيهارا على موقع أوليمبيديا (الإنجليزية)